# Bagpiper Whisky
Bagpiper Whisky är en indisk whisky tillverkad av United Breweries. Med en årlig försäljning på 17 miljoner lådor vilket var den förväntade försäljningen för 2009 är det Indiens och även världens mest säljande whisky. Bagpiper whisky lanserades under oktober 1976. 

## Historia
- 1976- Lansering av Bagpiper
- 1987- Årlig försäljning 1 miljon lådor.
- 1991- Årlig försäljning 2 miljoner lådor.
- 1993- Årlig försäljning 3 miljoner lådor.
- 1996- Årlig försäljning 4 miljoner lådor.
- 1998- Årlig försäljning 5 miljoner lådor.
- 2003- Årlig försäljning 6 miljoner lådor.
- 2005- Indiens mest sålda whisky.
- 2006- Årlig försäljning 10 miljoner lådor.
- 2008- Årlig försäljning 15,4 miljoner lådor.
- 2009- Årlig försäljning 16 miljoner lådor.
- 2010- Årlig försäljning 18 miljoner lådor. [3]